# Liste der durch Deutschland beschlagnahmten oder erbeuteten U-Boote
Diese Liste behandelt ausschließlich deutsche Beute-U-Boote des Zweiten Weltkrieges bis 1945.
Siehe daher auch:
- Liste deutscher U-Boote (1935–1945)/U 1–U 250,
- Liste der U-Boot-Klassen,
- Liste deutscher U-Boot-Klassen,
- Liste deutscher U-Boote (1906–1919) und
- Liste von Unterseebooten der Bundeswehr.

Weiter relevant: Liste deutscher Marinewerften

## Legende
- † = durch Kriegshandlungen zerstört
- ? = im Einsatz vermisst
- § = aufgebracht, gekapert oder erbeutet
- × = Unfall oder selbst versenkt
- A = Außerdienststellung (verschrottet, abgewrackt oder einer anderen Verwendung zugeführt)
- Lt.z.S. = Leutnant zur See
- Oblt.z.S. = Oberleutnant zur See
- Kplt. = Kapitänleutnant
- Kkpt. = Korvettenkapitän
- Fkpt. = Fregattenkapitän

| Schiff | Herkunft                     | Klasse                  | Originalname                         | Indienststellung   | Erbeutung          | Außerdienststellung                | Letzter Kommandant                                      | Bemerkung |
| ------ | ---------------------------- | ----------------------- | ------------------------------------ | ------------------ | ------------------ | ---------------------------------- | ------------------------------------------------------- | --- |
| U A    | Türkei                       |                         | Batiray                              | 20. September 1939 |                    | A Mai 1944, × 3. Mai 1945          | Oblt.z.S. Ulrich-Philipp Graf von und zu Arco-Zinneberg | für die Türkei gebaut, aber nicht ausgeliefert |
| U B    | UK                           | Porpoise-Klasse         | Seal                                 | 24. Mai 1939       | 5. Mai 1940        | A 31. Juli 1941, × 3. Mai 1945     | Fkpt. Bruno Mahn                                        | einziges auf See erbeutetes britisches U-Boot im Dienste der deutschen Kriegsmarine                                                                                                  |
| UC 1   | Norwegen                     | Holland                 | B-5                                  | 1. Oktober 1929    | 9. April 1940      | A 28. März 1942, abgewrackt 1942   | Lt.z.S. Karl Brockmann                                  | bei der Besetzung Norwegens in Fiskå erbeutet |
| UC 2   | Norwegen                     | Holland                 | B-6                                  | 1. Mai 1930        | 4. Mai 1940        | A Oktober 1944, × 3. Mai 1945      | Oblt.z.S. Otto Wollschläger                             | bei der Besetzung Norwegens in Florø erbeutet |
| UD 1   | Niederlande                  | H-class                 | H 6 später O 8                       | 10. Juni 1915      | 14. Mai 1940       | A 23. November 1943, × 3. Mai 1945 | Oblt.z.S. Friedrich Weidner                             | als brit. H 6 in Dienst gestellt, nach Unfall von den Niederlanden interniert, als O 8 in Dienst gestellt, bei deutscher Besetzung der Niederlande erbeutet                          |
| U D2   | Niederlande                  | O 12-15                 | O 12                                 | 8. November 1930   | 14. Mai 1940       | A 6. Juli 1944, × 3. Mai 1945      | Oblt.z.S. Günther Scholz                                | am 14. Mai 1940 selbst versenkt, von Deutschland gehoben |
| U D3   | Niederlande                  | O 21-27                 | O 25                                 | 8. Juni 1941       | 14. Mai 1940       | A 13. Oktober 1944, × 3. Mai 1945  | Kplt. Joachim Seeger                                    | im Bau befindlich von Deutschland übernommen |
| UD 4   | Niederlande                  | O 21-27                 | O 26                                 | 28. Januar 1941    | 14. Mai 1940       | A 19. März 1945, × 3. Mai 1945     | Kplt. Fritz Bart                                        | im Bau befindlich von Deutschland übernommen |
| U D5   | Niederlande                  | O 21-27                 | O 27                                 |                    | 14. Mai 1940       |                                    |                                                         | |
| UF 1   | Frankreich                   | Aurore-Klasse           | Africaine                            | 7. Dezember 1946   | Juni 1940          | A Oktober 1961                     |                                                         | erst nach Kriegsende fertiggestellt |
| UF 2   | Frankreich                   | Aurore-Klasse           | Favorite                             | 5. November 1942   | Juni 1940          | A 5. Juli 1944, × 1945             | Oblt.z.S. Heinrich Gehrken                              | im Bau befindlich von Deutschland übernommen |
| UF 3   | Frankreich                   | Aurore-Klasse           | Andromède                            | Oktober 1949       | Juni 1940          | A 1962                             |                                                         | erst nach Kriegsende fertiggestellt |
| U IT1  | Italien                      | Romolo Klasse           | R 10                                 |                    |                    |                                    |                                                         | nicht in Dienst gestellt |
| U IT2  | Italien                      | Romolo Klasse           | R 11                                 |                    |                    |                                    |                                                         | nicht in Dienst gestellt |
| U IT3  | Italien                      | Romolo Klasse           | R 12                                 |                    |                    |                                    |                                                         | nicht in Dienst gestellt |
| U IT4  | Italien                      | Romolo Klasse           | R 7                                  |                    |                    |                                    |                                                         | nicht in Dienst gestellt |
| U IT5  | Italien                      | Romolo Klasse           | R 8                                  |                    |                    |                                    |                                                         | nicht in Dienst gestellt |
| U IT6  | Italien                      | Romolo Klasse           | R 9                                  |                    |                    |                                    |                                                         | nicht in Dienst gestellt |
| U IT7  | Italien                      | Tritone-Klasse          | Bario                                |                    |                    |                                    |                                                         | nicht in Dienst gestellt |
| U IT8  | Italien                      | Tritone-Klasse          | Litio                                |                    |                    |                                    |                                                         | nicht in Dienst gestellt |
| U IT9  | Italien                      | Tritone-Klasse          | Sodio                                |                    |                    |                                    |                                                         | nicht in Dienst gestellt |
| U IT10 | Italien                      | Tritone-Klasse          | Potassio                             |                    |                    |                                    |                                                         | nicht in Dienst gestellt |
| U IT11 | Italien                      | Tritone-Klasse          | Rame                                 |                    |                    |                                    |                                                         | nicht in Dienst gestellt |
| U IT12 | Italien                      | Tritone-Klasse          | Ferro                                |                    |                    |                                    |                                                         | nicht in Dienst gestellt |
| U IT13 | Italien                      | Tritone-Klasse          | Piombo                               |                    |                    |                                    |                                                         | nicht in Dienst gestellt |
| U IT14 | Italien                      | Tritone-Klasse          | Zinco                                |                    |                    |                                    |                                                         | nicht in Dienst gestellt |
| U IT15 | Italien                      | Tritone-Klasse          | Sparide                              |                    |                    |                                    |                                                         | nicht in Dienst gestellt |
| U IT16 | Italien                      | Tritone-Klasse          | Murena                               |                    |                    |                                    |                                                         | nicht in Dienst gestellt |
| U IT17 | Italien                      |                         | CM 1                                 |                    |                    |                                    |                                                         | |
| U IT18 | Italien                      |                         | CM 2                                 |                    |                    |                                    |                                                         | nicht in Dienst gestellt |
| U IT19 | Italien                      | Tritone-Klasse          | Nautilo                              |                    |                    |                                    |                                                         | nicht in Dienst gestellt |
| U IT20 | Italien                      | Tritone-Klasse          | Grongo                               |                    |                    |                                    |                                                         | nicht in Dienst gestellt |
| U IT21 | Italien                      |                         | Giuseppe Finzi                       |                    |                    |                                    |                                                         | |
| UIT 22 | Italien                      | Console Generale Liuzzi | Alpino Attilio Bagnolini             | 22. Dezember 1939  | 9. September 1943  | † 11. März 1944                    | Oblt.z.S. Karl Wunderlich                               | nach Erbeutung als Transporter eingesetzt; südlich von Kapstadt durch 3 Catalinas der 262. Britischen Schwadron versenkt; Totalverlust; 43 Tote                                      |
| U IT23 | Italien                      | Console Generale Liuzzi | Reginaldo Giuliani                   | 13. März 1939      | 10. September 1943 | †14. Februar 1944                  | Oblt.z.S. Werner Striegler                              | torpediert vom brit. U-Boot HMS Tallyho, (4° 27′ N, 100° 11′ O) 26 Tote, 14 Überlebende                                                                                              |
| U IT24 | Italien                      | Marcello/Marconi        | Comandante Cappellini                | 13. März 1939      | 10. September 1943 | †16. April 1946                    | Oblt.z.S. Heinrich Pahls                                | am 10. Mai 1945 von Japan übernommen, am 16. April 1946 durch die US Navy versenkt                                                                                                   |
| U IT25 | Italien                      | Marcello/Marconi        | Luigi Torelli                        |                    | 10. September 1943 | †                                  | Oblt.z.S. Alfred Meier                                  | am 10. Mai 1945 von Japan übernommen, nach der japanischen Kapitulation durch die US Navy versenkt                                                                                   |
|        | Norwegen                     | Holland                 | B-2                                  | 1923               | 11. April 1940     |                                    |                                                         | bei der Besetzung Norwegens in Fiskå erbeutet |
|        | Norwegen                     | Holland                 | B-4                                  | 1923               | 10. April 1940     |                                    |                                                         | bei der Besetzung Norwegens in Filtvet erbeutet |
|        | Italien                      | Adua-Klasse             | Aradam                               | 16. Januar 1937    |                    |                                    |                                                         | Nach dem Waffenstillstand 8. September 1943 in Genua von der Besatzung versenkt, von der deutschen Kriegsmarine gehoben, am 5. September 1944 von alliierten Fliegerbomben versenkt. |
|        | Italien                      | Adua-Klasse             | Beilul                               | 14. September 1938 | 9. September 1943  |                                    |                                                         | In Monfalcone beschlagnahmt, in Monfalcone im Mai 1944 von alliierten Fliegerbomben versenkt.                                                                                        |
|        | Italien                      | H-Klasse                | H 6                                  |                    | 14. September 1943 |                                    |                                                         | In Bonifacio beschlagnahmt, vier Tage später selbst versenkt |
|        | Italien                      | Acciaio-Klasse          | Volframio                            |                    |                    |                                    |                                                         | Nach dem Waffenstillstand am 8. September 1943 bei La Spezia versenkt, von der deutschen Kriegsmarine gehoben, 1944 von alliierten Fliegerbomben in La Spezia versenkt.              |
|        | Italien, vormals Jugoslawien | Osvetnik-Klasse         | Francesco Rismondo, vormals Osvetnik |                    | 14. September 1943 |                                    |                                                         | In Bonifacio beschlagnahmt, vier Tage später selbst versenkt |
|        | Italien, vormals Frankreich  | Saphir-Klasse           | FR 112, vormals Saphir               | 30. September 1930 | 15. September 1943 |                                    |                                                         | In Neapel erbeutet, nicht in Dienst gestellt. |
|        | Italien, vormals Frankreich  | Requin-Klasse           | FR 113, vormals Requin               | 28. Mai 1926       | 9. September 1943  |                                    |                                                         | nicht in Dienst gestellt |
|        | Italien, vormals Frankreich  | Requin-Klasse           | FR 114, vormals Espadon              | 16. Dezember 1927  |                    |                                    |                                                         | Am 13. September 1943 selbstversenkt, die Deutschen hoben später das Wrack, reparierten es aber nicht.                                                                               |
|        | Italien, vormals Frankreich  | Requin-Klasse           | FR 115, vormals Dauphin              | 22. November 1927  | 9. September 1943  |                                    |                                                         | Am 15. September 1943 selbstversenkt. |
|        | Italien, vormals Frankreich  | Redoutable-Klasse       | FR 118, vormals Henri Poincaré       | 23. Dezember 1931  | 9. September 1943  |                                    |                                                         | nicht in Dienst gestellt |